# 陳漢
陳漢是元朝末年由陈友谅在湖北、江西建立的一個王朝，後被明朝所滅。
元朝末年农民起义军天完红巾军统军元帅陈友谅，在天定元年（1359年），挟徐寿辉，移都江州（今江西九江），自立为汉王；次年，在采石杀徐寿辉，自立为大汉皇帝，年号大义，以邹普胜为太师，张必先为丞相。陳漢与明夏、韩宋、朱元璋的西吴，分据南方，与北方的元朝分庭抗礼。
陳漢坚持抗元、又与朱元璋作战。大义四年（1363年），与朱元璋的鄱阳湖之战，陈友谅中流矢而死。陈友谅死后，张定边等人在武昌立陈友谅次子陈理称帝，改元德寿。次年，朱元璋兵临武昌城，陈理降，陳漢灭亡。